# Aleksandra Dudek
Aleksandra Dudek (ur. 18 stycznia 1997 w Lublinie) – polska siatkarka, grająca na pozycji przyjmującej.

## Kariera klubowa
Jest wychowanką klubu SALOS Kalina Lublin. W 2017 roku podpisała kontrakt z drużyną MKS San Pajda Jarosław, gdzie grała do sezonu 2020/2021 i w tym czasie została Mistrzynią I ligi w 2019 roku. W 2020 roku w turnieju finałowym Pucharu Polski z klubem z Jarosławia przegrała w półfinale z Chemikiem Police. W letnim okresie transferowym w 2021 roku postanowiła przenieść się do zespołu, który występuje w najwyższej klasie rozgrywkowej (Tauron Liga) do Energi MKS Kalisz, w którym grała jeden sezon. W sezonie 2022/2023 (do 31 grudnia 2022) była zawodniczką IŁ Capital Legionovii Legionowo.

## Kariera reprezentacyjna
Na początku kwietnia 2024 roku została powołana przez trenera Stefano Lavariniego do szerokiej kadry reprezentacji Polski.

## Sukcesy klubowe
Mistrzostwo I ligi:
- 2019

Puchar Polski:
- 2025

Tauron Liga:
- 2025[8]